# José Santos Lombardo y Alvarado
José Santos Lombardo y Alvarado,(Cartago, Costa Rica, 1° de noviembre de 1775 - Cartago, Costa Rica, 25 de mayo de 1829) fue un político y educador costarricense, presidente de la Junta Superior Gubernativa que gobernó Costa Rica del 1 de enero al 20 de marzo de 1823.

## Datos personales
Fue hijo único de Pedro Lombardo y Ramos, panameño de ascendencia italiana, y María Lucía Guadalupe de Alvarado Guevara, quien después de enviudar casó con Felipe Gallegos y Trigo y fue madre del Jefe de Estado José Rafael de Gallegos y Alvarado. Fue bautizado el 5 de noviembre de 1775 con el nombre de José de los Santos. Sus padrinos fueron don Gregorio de Bonilla y doña Lucía de Alvarado.
Casó en Cartago el 23 de enero de 1794 con Micaela de la Cruz López Conejo y Guzmán Portocarrero (bautizada en Cartago el 8 de mayo de 1773 y fallecida en Cartago el 22 de febrero de 1839), hija de Diego José López Conejo y La Riva Agüero y María Paula de Guzmán Portocarrero y Garlindo. De este matrimonio nacieron varios hijos que murieron en la infancia, entre ellos un niño o niña, nacido en 1795; Francisca de Paula de Jesús (bautizada en San José el 27 de julio de 1802), Ramona Dolores de las Mercedes (sepultada en Cartago el 30 de septiembre de 1810), y Rafael de los Santos Lombardo y Conejo (bautizado en Cartago el 1° de noviembre de 1818).

## Estudios
Cursó estudios de humanidades en León, Nicaragua.

## Actividad docente
Fue maestro de escuela en Cartago y en San José y siempre demostró un gran interés por la educación. En 1827 fue nombrado rector de la Casa de Enseñanza de Santo Tomás.
Escribió un Catecismo político relativo a las formas de gobierno.

## Otras actividades
Participó con su medio hermano José Rafael de Gallegos y Alvarado en una compañía mercantil dedicada a la compraventa de tierras y el transporte de mercaderías, así como en la primera empresa minera que explotó los yacimientos auríferos del monte del Aguacate.

## Cargos públicos durante la dominación española
Fue teniente de gobernador de San José (1799-1802), escribano público de Cartago (1803-1813), alcalde segundo de Cartago (1803 y 1818-1819) y alcalde primero de Cartago (1812 y 1816). Como teniente de gobernador de Costa Rica, estuvo interinamente al mando de la provincia de Costa Rica en 1819, por enfermedad del gobernador Juan de Dios de Ayala y Toledo. En 1820 fue procurador síndico de Cartago.

## Actuación en los años de la Independencia
Tuvo una destacada participación política en la época de la independencia. En la madrugada del 29 de octubre de 1821, al tenerse noticia de que las autoridades de la Provincia de Nicaragua y Costa Rica habían proclamado desde el 11 de ese mes la independencia absoluta de España, se apoderó del cuartel de Cartago y de este modo se disipó la posibilidad de que el jefe político subalterno Juan Manuel de Cañas-Trujillo intentase oponerse a tal decisión.
Representó a Cartago en la Junta de Legados de los Pueblos presidida por el presbítero Nicolás Carrillo y Aguirre, que gobernó de noviembre a diciembre de 1821.
Políticamente se definía como liberal monárquico.

## Presidente de la Junta Superior Gubernativa
En diciembre de 1822 fue elegido como miembro de la Junta Superior Gubernativa llamada a desempeñar funciones durante el año siguiente. El 1° de enero de 1823, al iniciar sesiones la Junta, fue elegido para presidirla.
Durante su desempeño como presidente de la Junta Gubernativa se convocó a un Congreso constituyente, y fue elegido como miembro de este. Este Congreso declaró el 8 de marzo de 1823 la separación de Costa Rica del Imperio Mexicano. También se emitió una nueva constitución, el Primer Estatuto Político de 1823. Con base en éste se disolvió la Junta Gubernativa, que a partir del 20 de marzo de 1823 fue reemplazada por un triunvirato presidido por Rafael Francisco Osejo.

## Cargos posteriores
Del 20 al 29 de marzo de 1823 fue comandante general de las Armas, cargo del que fue separado por el golpe monárquico que encabezó Joaquín de Oreamuno y Muñoz de la Trinidad. Después de la caída de éste, José Santos Lombardo y Alvarado fue encarcelado en San José, se le acusó de connivencia con los monárquicos y por orden del comandante general Gregorio José Ramírez y Castro incluso se le engrilló, a pesar de que eso estaba prohibido por las normas constitucionales. Sin embargo, el tribunal encargado de conocer del caso lo absolvió de toda pena y responsabilidad, en términos laudatorios.
Volvió entonces a su asiento en el Congreso Provincial Constituyente de 1823. También fue miembro de la Asamblea Constituyente de 1824-1825. En 1825 los grupos conservadores lo postularon como candidato a vicejefe de Estado, lo derrotó por estrecho margen su medio hermano José Rafael de Gallegos y Alvarado.
En 1826 fue elegido magistrado de la Corte Suprema de Justicia de Costa Rica, pero declinó el cargo.

## Fallecimiento
Murió en Cartago, Costa Rica, el 25 de mayo de 1829, a los cincuenta y tres años de edad, y fue sepultado al día siguiente.